# Тупиникини
Тупиникините (на португалски: tupiniquins) са етническа група в бразилския щат Еспириту Санту. В предколониалния период те обитават около 600 km от атлантическото крайбрежие, но днес броят им е под 3 хиляди души. Говорят португалски, а традиционният им тупиникински език от тупи-гуаранската група се смята за изчезнал.